# Погоняевская
Погоняевская — деревня в Тарногском районе Вологодской области.
Входит в состав Тарногского сельского поселения, с точки зрения административно-территориального деления — в Шевденицкий сельсовет.
Расстояние до районного центра Тарногского Городка по автодороге — 6 км. Ближайшие населённые пункты — Михеевская, Слуда, Хом.
По переписи 2002 года население — 59 человек (30 мужчин, 29 женщин). Всё население — русские.